# Halichoeres melanochir
Halichoeres melanochir es una especie de peces de la familia Labridae en el orden de los Perciformes.

## Morfología
Los machos pueden llegar alcanzar los 18 cm de longitud total.

## Distribución geográfica
Se encuentra desde las Filipinas hasta Taiwán, el sur de Japón y el noroeste de Australia.